# Anoba cowani
Anoba cowani är en fjärilsart som beskrevs av Pierre E.L. Viette 1966. Anoba cowani ingår i släktet Anoba och familjen nattflyn. Inga underarter finns listade i Catalogue of Life.